# 토골란드
토골란드(독일어: Togoland)는 독일령 토고(독일어: Schutzgebiet Togo)라고도 불리며, 1884년부터 1914년까지 서아프리카에 있던 독일 제국의 보호령이었고, 현재 국가인 토고와 현재 가나의 볼타주의 대부분을 포함했으며, 크기는 약 90,400kmm2였다. "아프리카 분할"이라고 알려진 기간 동안, 식민지는 1884년에 설립되었고 점차 내륙으로 확장되었다.
1914년 제1차 세계 대전이 발발했을 때, 식민지는 영국군과 프랑스군에 의해 침략당했고 빠르게 점령되어 군사 통치하에 놓였다. 1916년에 영토는 영국과 프랑스의 행정 구역으로 나뉘었고, 1922년에 영국령 토골란드와 프랑스령 토골란드가 설립되면서 공식화되었다.

## 역사
이 식민지는 일반적으로 "아프리카 분할"로 알려진 아프리카에서의 유럽 식민지 시대 말기에 설립되었다. 1884년에 두 개의 보호국이 설립되었다. 1884년 2월, 아네호 마을의 추장들은 독일군에게 납치되어 보호 조약에 서명할 수밖에 없었다. 로메 지역에서 독일인 탐험가, 의사, 서아프리카의 황제 집정관 구스타프 나흐티갈은 카메룬뿐만 아니라 서아프리카의 식민지를 건설하는 데 원동력이 되었다. 비아프라만의 스페인령 페르난도 포에 있는 그의 기지에서 그는 아프리카 본토를 광범위하게 여행했다. 1884년 7월 5일 나흐티갈은 지역 추장 믈라파 3세와 조약을 맺고 베냉만의 노예 해안을 따라 펼쳐진 영토에 독일 보호령을 선포했다. 소형 함정 SMS 뫼웨가 정박하면서 아프리카 대륙에서 처음으로 제국기가 게양되었다. 우이다에 있는 회사 C. 괴델츠의 상주 대리인인 하인리히 루트비히 란다드 주니어가 초대 행정관으로 임명되었다.
1899년, 독일과 영국은 사모아 제도의 영토를 북솔로몬 제도와 통가의 지배권을 교환하고, 토골란드와 중립 지대(옌디)와 볼타 삼각지대를 협상 카드로 사용했다.

## 토골란드의 계획된 기호
1914년 독일 식민지의 국장과 국기를 위한 초안이 만들어졌다. 하지만, 제1차 세계 대전은 디자인이 완성되고 구현되기 전에 일어났고 그 상징들은 실제로 사용되지 않았다. 전쟁에서 패배한 후, 독일은 모든 식민지를 잃었고, 따라서 준비된 문장과 국기는 사용되지 않았다.

제안된 국기
제안된 국장

## 같이 보기
- 영국령 골드코스트
- 토고의 역사
- 노예 해안